# Portal Tomb von Garran

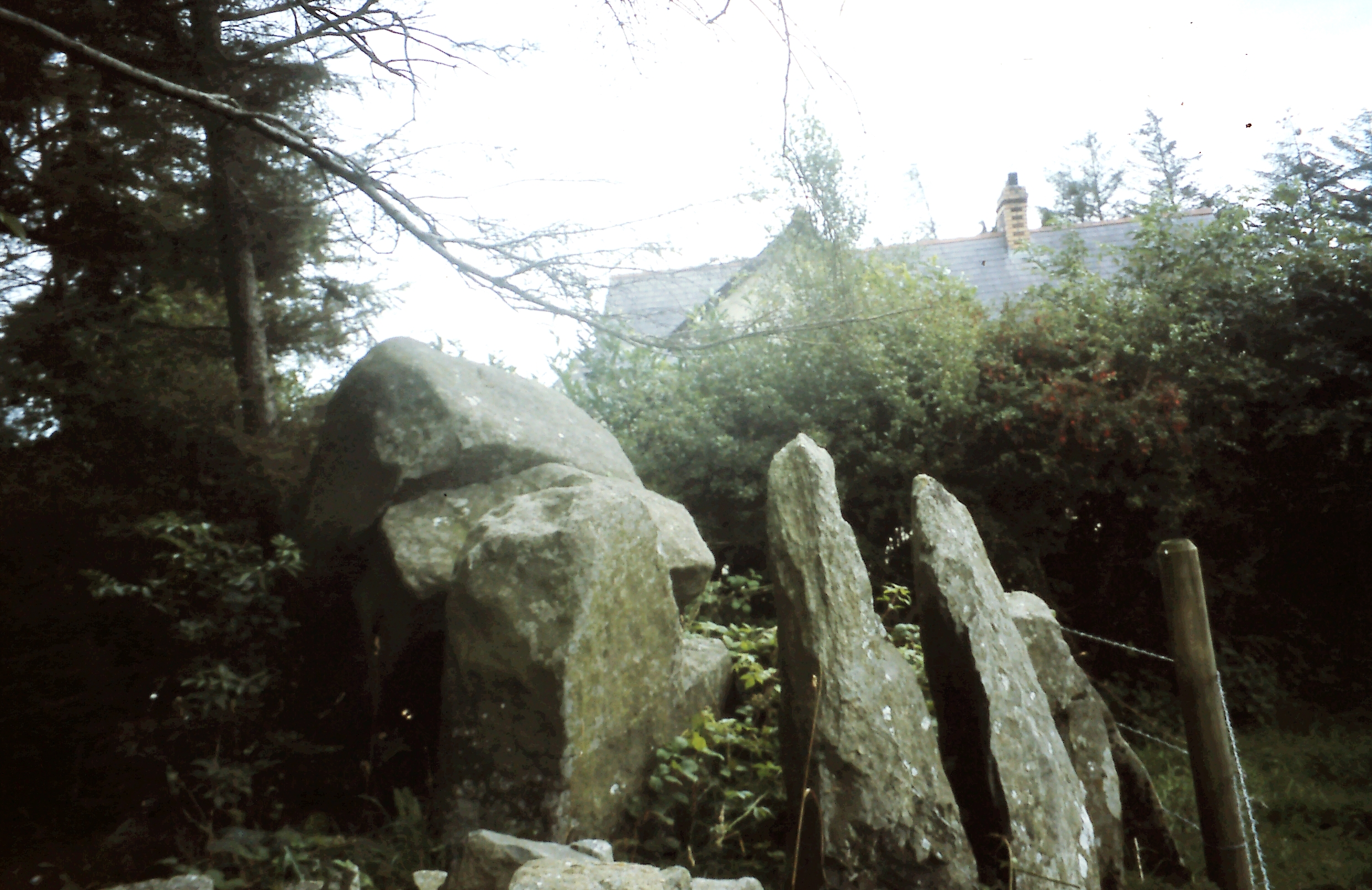
Portal Tomb von Garran

Das nahezu komplett erhaltene Portal Tomb von Garran liegt westlich der Straße L189 von Monaghan nach Newbliss, eingezäunt hinter einem Haus im Townland Garran (irisch An Garrán) im County Monaghan in Irland. Es wird auf OS-Karten als „Giants Grave“ bezeichnet. Als Portal Tombs werden Megalithanlagen auf den Britischen Inseln bezeichnet, bei denen zwei gleich hohe, aufrecht stehende Steine mit einem Türstein dazwischen, die Vorderseite einer Kammer bilden, die mit einem zum Teil gewaltigen Deckstein bedeckt ist.
Das Portal Tomb von Garran hat zwei etwa 1,5 m hohe Portalsteine (der rechte ist gespalten), zwei Seitensteine auf jeder Seite, einen Endstein, alle in situ und einen etwa 2,4 m langen und 1,0 m dicken Deckstein, der nach hinten verschoben ist und auf einem der östlichen Tragsteine und dem Boden aufliegt. Der Türstein fehlt. Die etwa 2,0 × 1,0 m messende Kammer öffnet sich nach Nordwesten.
In der Nähe liegt das Court Tomb von Carn.